# Plouzévédé
Plouzévédé (tiếng Breton: Gwitevede) là một xã của tỉnh Finistère, thuộc vùng Bretagne, miền tây bắc Pháp.

## Dân số
Người dân ở Plouzévédé được gọi là Plouzévédéens.